# Мешко Наталія Петрівна
Наталія Петрівна Мешко (нар. 19 березня 1956 р. ) — відома учена-економістка, доктор економічних наук, професор. Академік АН вищої школи України з 2021 року за науковим відділенням економіки. Наталія народилася в с. Широколанівка Веселинівського р-ну Миколаївської обл.

## Життєпис
У 1977 році закінчила інженерно-економічний факультет Київського технологічного інституту легкої промисловості зі спеціальності «Інженер-економіст. Організація та управління виробництвом товарів широкого вжитку» і за направленням розпочала роботу у Дніпропетровському політехнікумі викладачем економічних дисциплін, де пропрацювала 19 років.
З 1997 р. і до поточного часу працює у Дніпровському національному університеті імені Олеся Гончара.
З 1997 р. по 2000 р. працювала старшим викладачем кафедри банківської справи економічного факультету Дніпропетровського національного (тоді — державного) університету. У 2000 році захистила кандидатську дисертацію «Трансформація процесів управління реалізацією готової продукції в умовах переходу до ринку» і отримала ступінь кандидата економічних наук.
У 2001 році отримала наукове звання доцента і з 2001 року по 2003 р. працювала доцентом кафедри банківської справи в Дніпропетровському національному університеті імені Олеся Гончара.
З 2003 р. по 2006 р. навчалася у докторантурі університету.
З 2006 р. по 2010 р. працювала доцентом кафедри міжнародного менеджменту факультету міжнародної економіки ДНУ.
У 2010 році захистила докторську дисертацію на тему «Стратегія інноваційного розвитку країн світової економіки в умовах глобалізації» і отримала ступінь доктора економічних наук. З 2011 р. очолює кафедру менеджменту, яка зараз має назву «Кафедра маркетингу та міжнародного менеджменту» і готує фахівців за двома галузями освіти за рівнями бакалавра, магістра, доктора філософії. У 2012 р. отримала наукове звання професора. 
Автор понад 160 наукових робіт, 12 монографій, з яких — 2 індивідуальні, кількох інноваційних проєктів. 
Фінансовий консультант Технопарку «Машинобудівні технології» м. Дніпропетровськ, координатор від технопарку у міжнародному проєкті 530158-TEMPUS-1-2012-1-SETEMPUS-SMHES «Підтримка інновацій шляхом вдосконалення нормативноправової базі вищої освіти в Україні» (дія проєкту до 2015 р.).
За 40 років викладацької діяльності читала більше 20 різних курсів економічного спрямування. В останні роки розробила програму і методичне забезпечення для навчальних курсів «Інноваційна діяльність міжнародних компаній», «Діагностика та бізнес-планування». Видано 4 підручники і навчальні посібники у співавторстві, зокрема «Міжнародний менеджмент: сучасні теорії та практики», «Міжнародний менеджмент», «Глобальна економіка» та інші. Під керівництвом було захищено 1 докторська та 7 кандидатських дисертацій, 2 дисертації ступеня доктора філософії. 
Член Правління ГО «Інститут Циркулярної та Водневої Економіки», Україна. Член асоціації економістів-міжнародників, Україна.  
Член редколегії фахового видання «European Journal of Management Issues». 
Член вченої спеціалізованої вченої ради К 64.051.25 у Харківському національному університеті імені В. Н. Каразіна Міністерства освіти і науки України, спеціальність 08.00.02 — світове господарство і міжнародні економічні відносини. 
Член спеціалізованої вченої ради Д 08.051.03 у Дніпропетровському національному університету імені Олеся Гончара Міністерства освіти і науки України, спеціальність 08.00.03 «Економіка та управління національним господарством»; 08.00.02 — світове господарство і міжнародні економічні відносини. 
Член Ради Придніпровського наукового центру НАН України, голова постійно діючого семінару з викладання дисциплін інноваційного циклу у ВУЗах регіону при ПНЦ НАН України. 
Подяка за сумлінну працю і наукову діяльність Ректорату ДНУ ім. О.Гончара (2011 р., 2020 р.). 
Грамота за сумлінну працю і наукову діяльність Дніпропетровської обласної ради (2018 р.).

## Місце роботи, посада
Дніпровський національний університет імені Олеся Гончара, завідувач кафедри маркетингу та міжнародного менеджменту.

## Сфера наукових інтересів
Інвестиційний та інноваційний менеджмент корпорацій, циркулярна економіка, воднева економіка, консультант з питань бізнес-проєктування і стратегічного менеджменту. Координатор програми розвитку Інноваційної інфраструктури регіону, учасник міжнародного проєкту TEMPUS. Науковий керівник дипломних робіт за I та II рівнями вищої освіти, науковий керівник студентів PhD.

## Науковий ступінь
- Рік: 2000. Cтупінь: Кандидат. Спеціальність: Економічні науки. 08.02.03 — Місто: Дніпропетровськ. Установа: Дніпропетровський державний університет
- Рік: 2009. Cтупінь: Доктор. Спеціальність: Економічні науки. 08.00.02 — Світове господарство і міжнародні економічні відносини Місто: Донецьк. Установа: Донецький національний університет